# Цихтау
Цихтау (нем. Zichtau) — деревня в Германии, в земле Саксония-Анхальт, входит в район Зальцведель в составе городского округа Гарделеген.
Население составляет 272 человека (на 31 декабря 2008 года). Занимает площадь 23,41 км².

## История
Цихтау был основан в VII веке до н. э., о чём свидетельствуют археологические находки. Первое документальное упоминание о поселении относится к 1420 году.
1 января 2010 года, после проведённых реформ, Цихтау вошёл в состав городского округа Гарделеген в качестве района.

## Галерея

Цихтау на карте городского округа
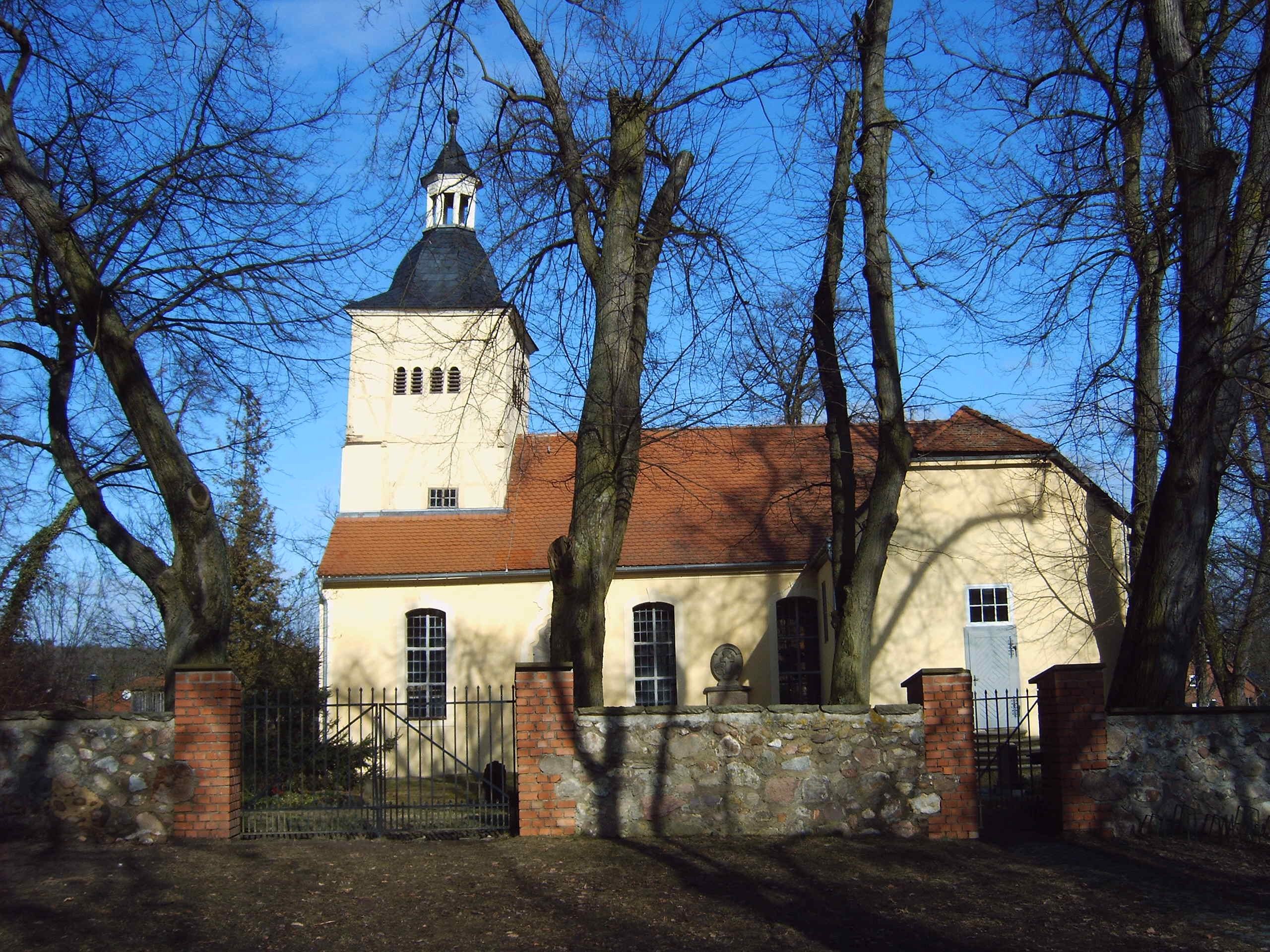
Церковь в Цихтау
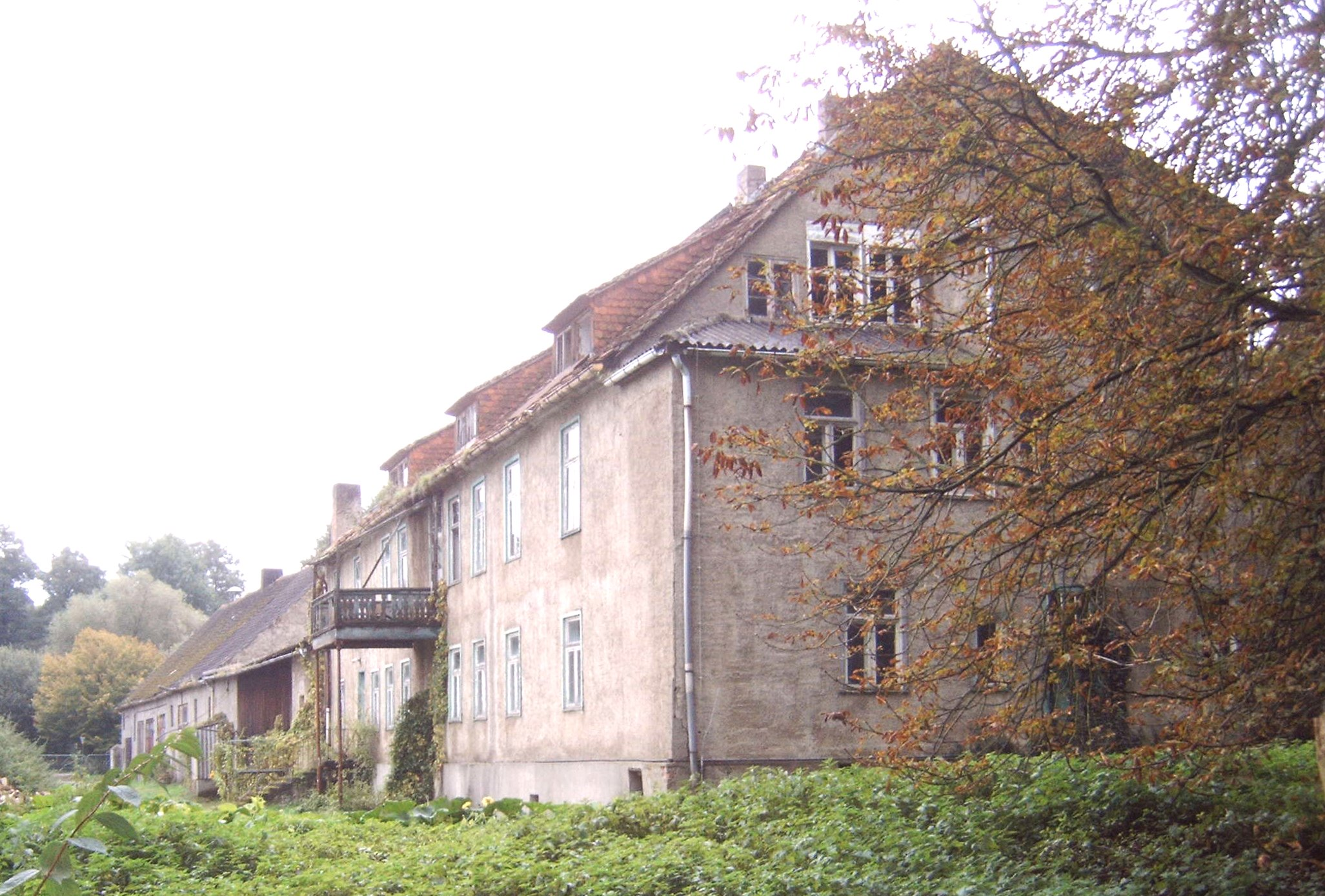
Поместье Цихтау 1466 года
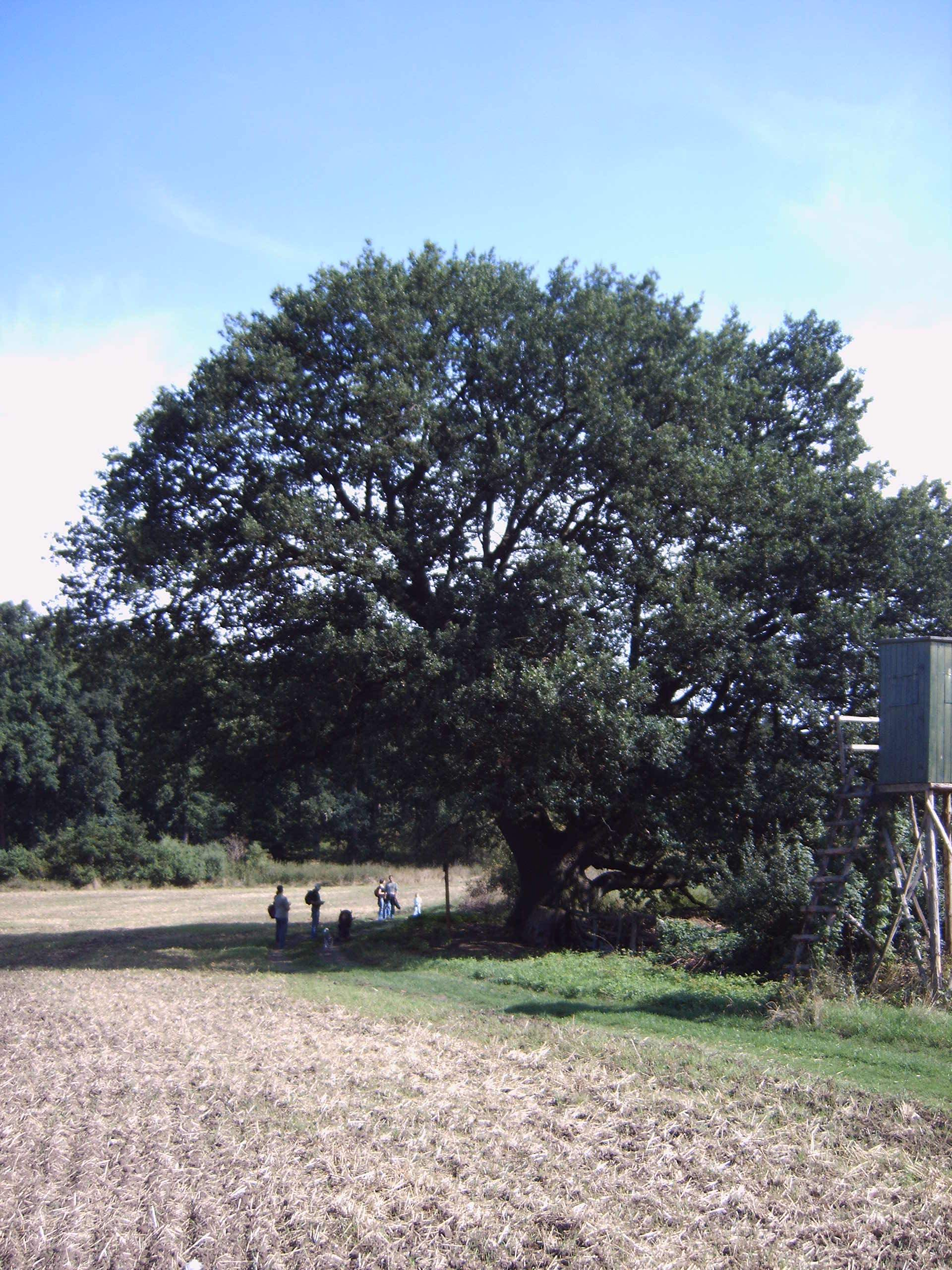
Вековой дуб